# Pseudostygarctus intermedius
Pseudostygarctus intermedius är en djurart som tillhör fylumet trögkrypare, och som först beskrevs av Jeanne Renaud-Mornant 1979.  Pseudostygarctus intermedius ingår i släktet Pseudostygarctus och familjen Stygarctidae. Inga underarter finns listade i Catalogue of Life.